# Igreja Batista da Avenida Braemar

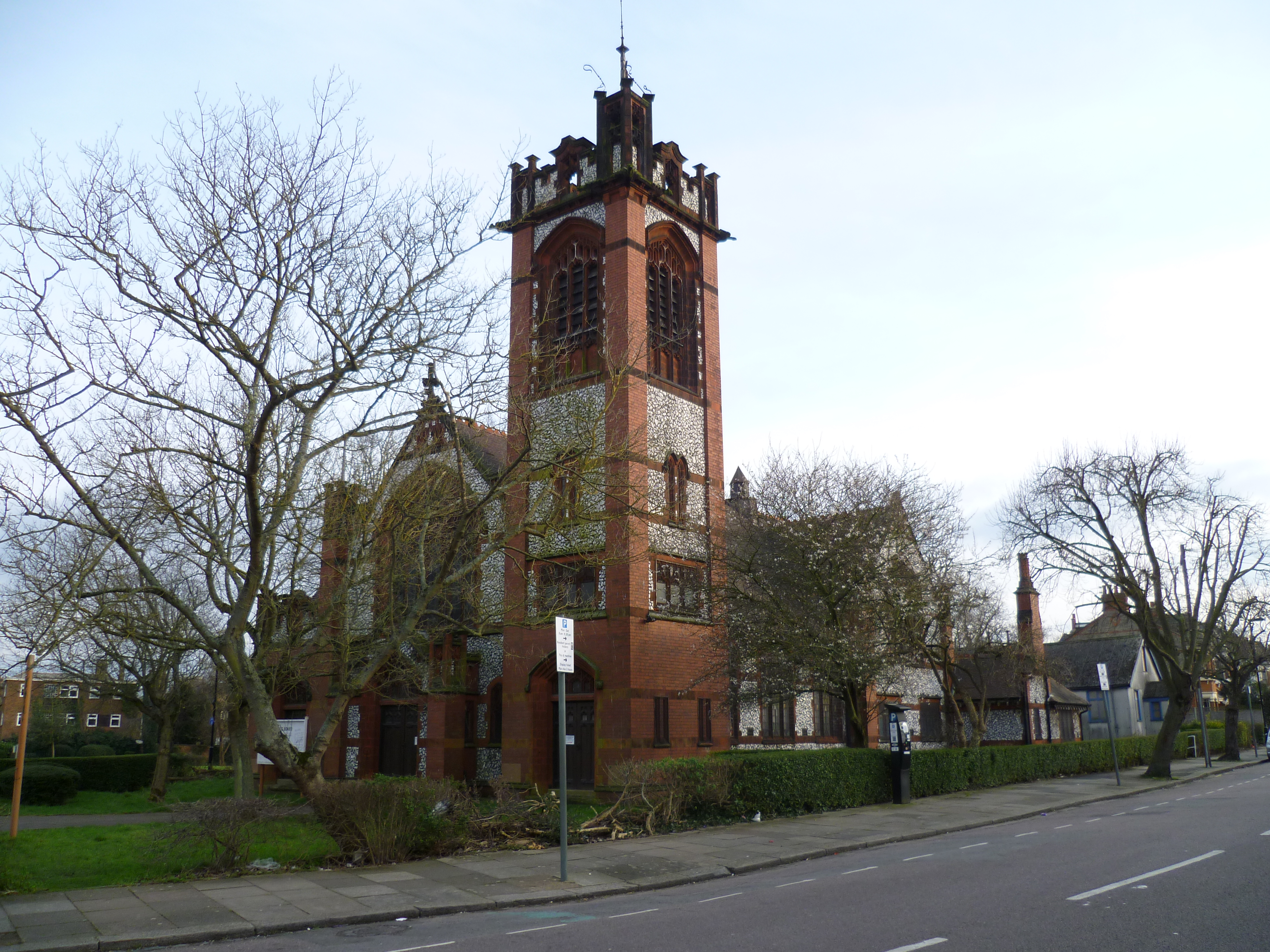
Igreja Baptista da Avenida Braemar

A Igreja Batista da Braemar Avenue é uma igreja baptista listada de grau II na Braemar Avenue, Wood Green, em Londres.